# Alwar (distrikt)
Alwar er et distrikt i staten Rajasthan i det vestlige Indien, nær byen Alwar.
Distriktet grænser mod nord til Haryana-staten, mod øst til Bharatpur-distriktet, mod syd til Dausa-distriktet og mod vest til Jaipur-distriktet.
Sariska National Park, et tiger-reservat, og Bhangarh-Ajabgarh ligger i distriktet.
Arvari-floden løber gennem distriktet.
27°34′N 76°36′Ø / 27.57°N 76.6°Ø